# Inchinnan
Inchinnan es una localidad situada en el concejo de Renfrewshire, en Escocia (Reino Unido), con una población estimada a mediados de 2016 de 1860 habitantes.
Se encuentra ubicada en el centro-oeste de Escocia, cerca del fiordo de Clyde y a poca distancia al oeste de Glasgow.